# ISLAND (doaのアルバム)
『ISLAND』（アイランド）とは、2018年7月4日、GIZA studioから発売されたdoaの11枚目のアルバム。

## 概要
“大人の夏休み”をテーマに、毎日頑張っている大人世代に向けてリフレッシュできるような作品をコンセプトに制作された。また、doaにとっては平成最後のリリース作品となった。

## 収録曲
全曲　作曲・編曲：徳永暁人
1. 愛LAND
作詞：大田紳一郎 / Lead Vocal：吉本大樹
2. HOME SWEET HOME
作詞：大田紳一郎 / Lead Vocal：吉本大樹
3. SATURDAY NIGHT FEVER
作詞：吉本大樹 / Lead Vocal：吉本大樹
4. HERO
作詞：大田紳一郎 / Lead Vocal：吉本大樹
「FIA-F4選手権」テーマソング(2016年～2021年)
5. シアワセ
作詞：徳永暁人 / Lead Vocal：徳永暁人
6. エンヤコラ
作詞：吉本大樹 / Lead Vocal：吉本大樹
7. シェイブアイス
作詞：徳永暁人 / Lead Vocal：doa
8. オンリーユー
作詞：大田紳一郎 / Lead Vocal：大田紳一郎
9. You belong to me
作詞：徳永暁人 / Lead Vocal：徳永暁人
10. BURNIN' BURNIN'
作詞：大田紳一郎 / Lead Vocal：吉本大樹
11. MAYDAY
作詞：吉本大樹 / Lead Vocal：吉本大樹
12. Everybody 今この時を輝いて
作詞：大田紳一郎 / Lead Vocal：doa

## 参加ミュージシャン
- 吉本大樹 - ボーカル
- 大田紳一郎 - ボーカル、ギター
- 徳永暁人 - ボーカル、ベースギター